# Istorie contrafactuală
Istoria contrafactuală, uneori denumită istorie virtuală (a nu se confunda cu revizionismul istoric, ucronia sau cu istoria alternativă), este o formă a istoriografiei care încearcă a răspunde la întrebări de tipul „Ce s-ar fi întâmplat dacă?”, care sunt cunoscute sub numele general de contrafapte. Istoria contrafactuală caută să exploreze istoria și incidențele istorice prin extrapolarea unei linii a timpului în care anumite evenimente istorice de anvergură nu s-ar fi întâmplat sau ar fi avut un rezultat diferit de acela care este actualmente cunoscut.
Scopul major al unui astfel de exercițiu istoric, intelectual, logic și filozofic este de a releva importanța relativă a unui eveniment, incident sau persoană pe care ipoteza contrafactuală respectivă o neagă, o minimalizeză sau o exacerbează.  Unul din exemplele cunoscute din istoria secolului al XX-lea se referă la pretenția contrafactuală „Ce s-ar fi întâmplat în după-amiaza zilei când Hitler s-a sinucis, dacă acesta ar fi băut cafea în loc de ceai?”. Foarte probabil, dincolo de ceea ce Hitler de fapt a băut, succesiunea evenimentelor din ziua de 30 aprilie 1945 ar fi rămas aceeași, adică oricum Hitler s-ar fi sinucis. A se remarca, în schimb, diferența sensibil calitativă și cantitativă dintre întrebrea anterioară și ipoteza contrafactuală următoare: „Ce s-ar fi întâmplat dacă Hitler ar fi murit în ziua de 20 iulie 1944 în urma atentatului respectiv?” Multe variante posibile s-ar fi deschis, și este relativ rezonabil să se presupună că generalii germani ar fi ales pacea, aducând un sfârșit mai rapid cu circa 9–10 luni al celui de-al Doilea Război Mondial (cel puțin pe teatrul european de luptă). În esență, cea de-a doua întrebare contrafactuală indică importanța unui anumit curs posibil al evenimentelor legate de un anumit individ, într-un anumit moment în timp și într-o anumită situație.

## Dezvoltare
Deși există exemple de lucrări de istorie contrafactuală încă din timpul epocii victoriene, dezvoltarea semnificativă a acestui gen de istorie posibilă s-a făcut semnificativ în decursul secolului al XX-lea și în special în a doua sa jumătate.
Un exemplu timpuriu îl reprezintă culegerea de texte istorice contrafactuale, lucrarea din anul 1931, publicată în Regatul Unit, If It Had Happened Otherwise (română Dacă s-ar fi întâmplat altfel), editată de John Collings Squire. Din cele 11 texte ale ediției originale, unul din cele mai cunoscute este If Lee Had Not Won the Battle of Gettysburg (română Dacă Lee nu ar fi câștigat bătălia de la Gettysburg), a cunoscutului om de stat britanic Winston Churchill.  Churchil, printr-o dublă „cursă” contrafactuală a titlului, analizează posibilele consecințe ale schimbării cursului istoriei moderne americane dacă generalul Robert E. Lee, al Armatei Confederate, în loc să piardă, fiind învins de generalul George G. Meade, ar fi câștigat Bătălia de la Gettysburg, din 1–3 iulie 1863, parte a Războiului Civil American, dată în apropierea localității omonime din statul Pennsylvania.

### Diferențe față de istoria alternativă
Istoria contrafactuală  nu este nici revizionism istoric, nici ucronie și nici istorie alternativă.
În general, caracteristica distinctivă majoră a istoriei contrafactuale este că domeniul acesteia este precis ancorat într-un anume eveniment sau incident care este negat de contrafapte, dar a cărui evaluare istorică este căutată pe o scară a relevanței prin modalitățile istoriei contrafactuale. Un istoric contrafactual va căuta să aducă suficient de multe argumente rezonabile pentru fiecare schimbare, în timp ce schimbările sunt prezentate în linii mari din moment ce rezultatele contrafctuale nu sunt subiectul exercițiului intelectual ci doar un produs.

## Critică
Din moment ce istoria contrafactuală însăși este un domeniu foarte recent și nu are suficient de multe lucrări semnificative, o critică sistematică și serioasă urmează a fi făcută doar în viitor.